# Hullámlovaglás a 2020. évi nyári olimpiai játékokon
A 2020. évi nyári olimpiai játékokon a hullámlovaglás versenyszámait július 26. és 29. között rendezték meg. Összesen 2 versenyszámban avattak olimpiai bajnokot. A hullámlovaglás első alkalommal szerepet az olimpiák történetében.

## Éremtáblázat
(A táblázatokban a rendező nemzet sportolói eltérő háttérszínnel, az egyes számoszlopok legmagasabb értéke vagy értékei vastagítással kiemelve.)
| A 2020. évi nyári olimpiai játékok éremtáblázata hullámlovaglásban | A 2020. évi nyári olimpiai játékok éremtáblázata hullámlovaglásban | A 2020. évi nyári olimpiai játékok éremtáblázata hullámlovaglásban | A 2020. évi nyári olimpiai játékok éremtáblázata hullámlovaglásban | A 2020. évi nyári olimpiai játékok éremtáblázata hullámlovaglásban | Olimpia  |
| ------------------------------------------------------------------ | ------------------------------------------------------------------ | ------------------------------------------------------------------ | ------------------------------------------------------------------ | ------------------------------------------------------------------ | -------- |
|                                                                    | Ország                                                             | Arany                                                              | Ezüst                                                              | Bronz                                                              | Összesen |
| 1.                                                                 | Brazília (BRA)                                                     | 1                                                                  | 0                                                                  | 0                                                                  | 1        |
| 1.                                                                 | Egyesült Államok (USA)                                             | 1                                                                  | 0                                                                  | 0                                                                  | 1        |
|                                                                    |                                                                    |                                                                    |                                                                    |                                                                    |          |
| 3.                                                                 | Japán (JPN)                                                        | 0                                                                  | 1                                                                  | 1                                                                  | 2        |
| 4.                                                                 | Dél-afrikai Köztársaság (RSA)                                      | 0                                                                  | 1                                                                  | 0                                                                  | 1        |
|                                                                    |                                                                    |                                                                    |                                                                    |                                                                    |          |
| 5.                                                                 | Ausztrália (AUS)                                                   | 0                                                                  | 0                                                                  | 1                                                                  | 1        |
|                                                                    |                                                                    |                                                                    |                                                                    |                                                                    |          |
| Összesen                                                           | Összesen                                                           | 2                                                                  | 2                                                                  | 2                                                                  | 6        |

## Érmesek
| A 2020. évi nyári olimpiai játékok érmesei hullámlovaglásban |                                        |                                                  |                                |
| Versenyszám                                                  | Arany                                  | Ezüst                                            | Bronz                          |
| Férfi egyéni                                                 | Ítalo Ferreira · Brazília (BRA)        | Igarasi Kanoa · Japán (JPN)                      | Owen Wright · Ausztrália (AUS) |
| Női egyéni                                                   | Carissa Moore · Egyesült Államok (USA) | Bianca Buitendag · Dél-afrikai Köztársaság (RSA) | Cuzuki Amuro · Japán (JPN)     |